# NGC 129
NGC 129 è un giovane e appariscente ammasso aperto visibile nella costellazione di Cassiopea.

## Osservazione

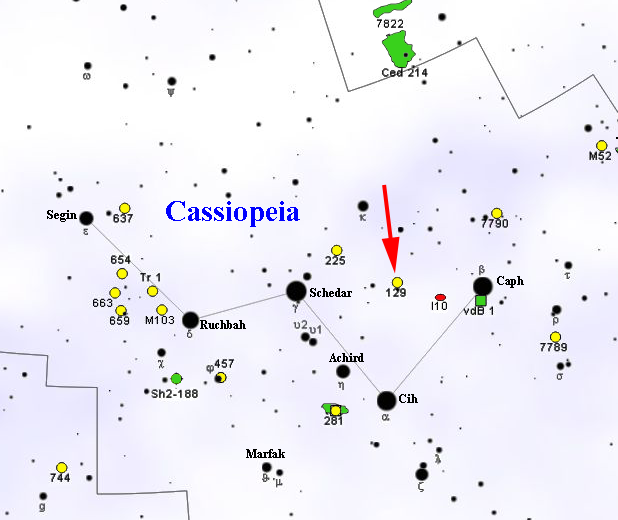
Mappa per individuare NGC 129.

Si individua facilmente, grazie alla sua posizione quasi esattamente a metà strada fra le brillanti stelle Caph (β Cassiopeiae) e γ Cassiopeiae; la sua caratteristica più evidente anche attraverso un binocolo è un piccolo triangolo di stelle di magnitudine 8 e 9, situate proprio al centro dell'ammasso. Attraverso un telescopio da 120mm di apertura è possibile scorgere alcune decine di stelle sparse fino alla magnitudine 12, formanti un addensamento poco risaltato rispetto ai campi stellari circostanti, di per sé molto ricchi; con telescopi da 200mm di apertura la risoluzione è ottimale già a bassi ingrandimenti.
La declinazione fortemente settentrionale di quest'ammasso favorisce notevolmente gli osservatori dell'emisfero nord, da cui si presenta circumpolare fino alle latitudini medio-basse; dall'emisfero australe d'altra parte resta piuttosto basso e non è osservabile dalle aree lontane dalla zona tropicale. Il periodo migliore per la sua osservazione nel cielo serale è quello compreso fra agosto e gennaio.

## Storia delle osservazioni
NGC 129 venne individuato per la prima volta da William Herschel nel 1788 attraverso un telescopio riflettore da 18,7 pollici; suo figlio John Herschel lo riosservò in seguito e lo inserì nel General Catalogue of Nebulae and Clusters col numero 24.

## Caratteristiche
NGC 129 è un ammasso aperto scarsamente concentrato; la sua distanza è stimata attorno ai 1625 parsec (5300 anni luce) ed è situato sul bordo interno del Braccio di Perseo, uno dei due bracci di spirale maggiori della Via Lattea, in primo piano rispetto alle grandi associazioni OB che dominano questo tratto della struttura. La sua età è relativamente giovane ed è stimata sui 77 milioni di anni; indice di ciò è anche la presenza di alcune stelle massicce di classe spettrale B.
Quest'ammasso risulta essere studiato estensivamente per via della presenza al suo interno di alcune variabili cefeidi, in particolare per la coppia di stelle costituenti il sistema binario noto come DL Cassiopeiae; con una magnitudine media attorno a 8,84 è di fatto la stella più luminosa dell'ammasso, tuttavia le sue pulsazioni la fanno oscillare fra le magnitudini 8,64 e 9,26. La curva della sua oscillazione fa ritenere che si tratti di una binaria spettroscopica. Oltre a questa sono note altre quattro stelle che mostrano segni di variabilità.